# Gern
Gern - stacja metra w Monachium, na linii U1. Stacja została otwarta 24 maja 1998.